# Ralliement (catolicismo na França)

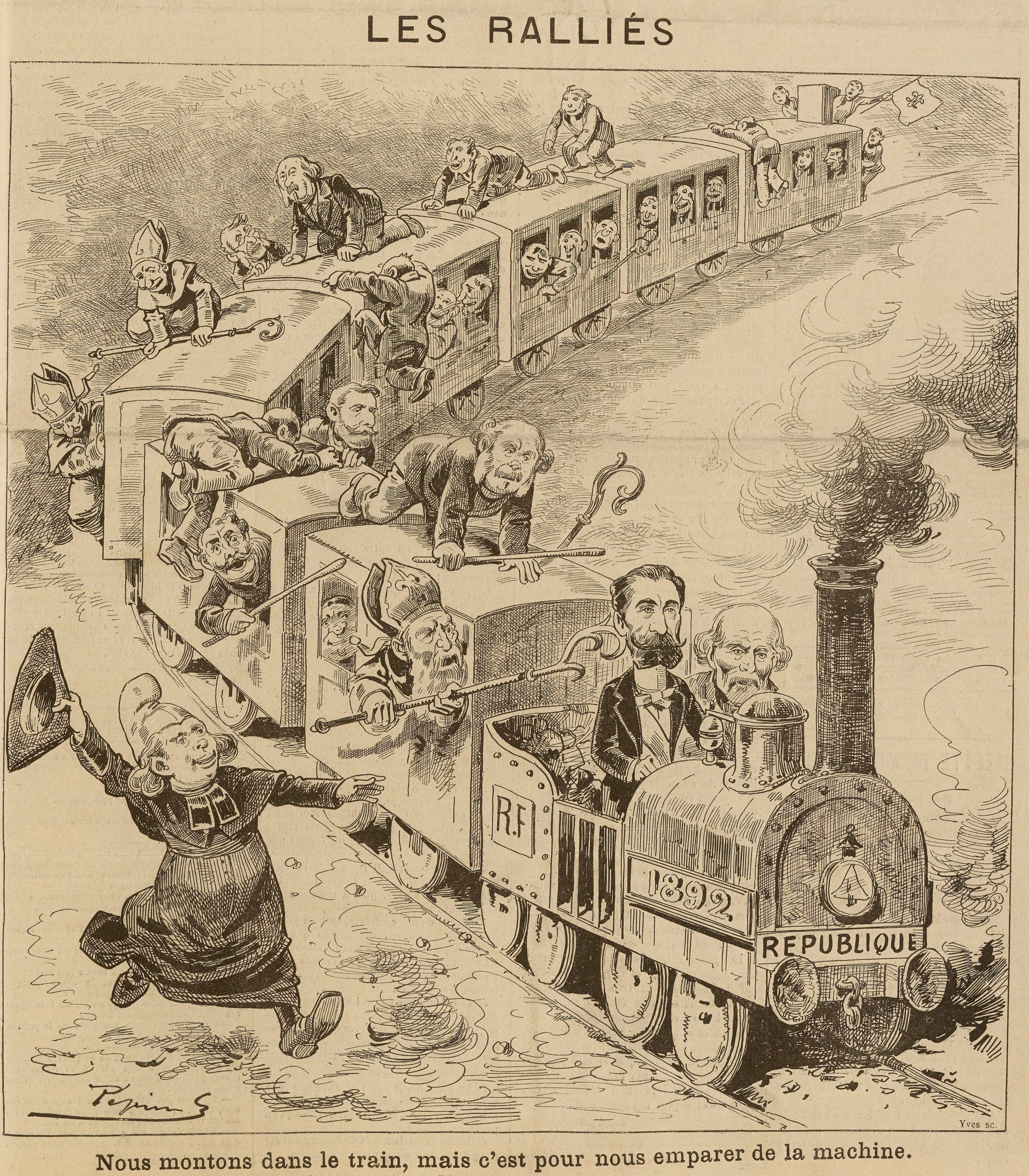
Les Ralliés, caricatura satírica de Édouard Pépin publicada no Le Grelot em outubro de 1892. O presidente francês Sadi Carnot dirige o comboio, à sua esquerda está Charles de Freycinet; logo atrás, Charles Lavigerie tenta apanhá-lo com o seu báculo.
Legenda: “Entramos no comboio, mas é para tomar o controlo da máquina.", uma citação de 19 de junho de 1892 do padre católico Théodore Garnier.

O Ralliement (em português: Reunião) é a atitude de uma parte dos católicos da França que, seguindo a encíclica Au milieu des sollicitudes de 16 de fevereiro de 1892 do Papa Leão XIII, aderir à Terceira República. Os proponentes desta posição são chamados de Ralliés.
Segundo Bruno Dumons, "[a] emergência de uma República mais moderada convida ao apaziguamento e à mobilização dos católicos. Ao autorizar uma certa abertura, as autoridades romanas e episcopais contribuem para multiplicar iniciativas para tentar a experiência de uma direita católica conservadora, renunciando à monarquia e aceitando as instituições republicanas".
Esta política de aproximação com os republicanos seculares desperta grande esperança nos círculos mobilizadores — democratas-cristãos e católicos liberais — mas rompe com o caso Dreyfus no final do século XIX: "A onda resultante de antissemitismo dominou o catolicismo francês, apesar de um punhado de católicos Dreyfusistas. Este conhecido episódio conduziu a uma crise política que levou a uma ruptura nas atitudes políticas dos católicos, da Action Française (1898) ao Sillon (1899), e a um governo de 'defesa republicana', ansioso por se reconectar com a política de secularização por medo de um retorno do clericalismo".

## Contexto
O Ralliement ocorreu após o fracasso do golpe de Estado de Boulanger em 1889. Esse fracasso provou a solidez das instituições republicanas francesas. Após as eleições de 1889, o movimento de Ralliement acelerou. Albert de Mun dirige uma carta ao pretendente monarquista, na qual indica que a restauração é impossível pelo sufrágio universal, o boulangismo está derrotado, mas as causas ainda existem e o monarquismo deve estar presente para o momento em que a crise recomeçar. Ele defende uma política mais conservadora do que monarquista, com maior ênfase nas questões religiosas e sociais. Um mês depois, ele declarou publicamente que a oposição à República devia cessar. O jornal católico La Croix apoiou a sua iniciativa, antes de se retratar no ano seguinte. Ao mesmo tempo, o Cardeal Lavigerie, Arcebispo de Argel, aceitou padres republicanos.
No final de 1889, o Cardeal Ferrata foi encarregado por Leão XIII de informar sobre a delicada situação da Igreja Católica na França. Ferrata conta nas suas memórias que deu como solução neste relatório, para resolver os problemas da Igreja Católica em França, que o catolicismo deve deixar de estar associado à oposição ao regime republicano. Ferrata, ainda segundo as suas memórias, diz que também deu no seu relatório as grandes linhas estratégicas do que mais tarde viria a ser o Ralliement.
Em março de 1890, Jacques Piou criou o primeiro grupo de direita a unir-se à República, de forma desigual entre os seus 40 membros.

## Brinde de Argel do Cardeal Lavigerie

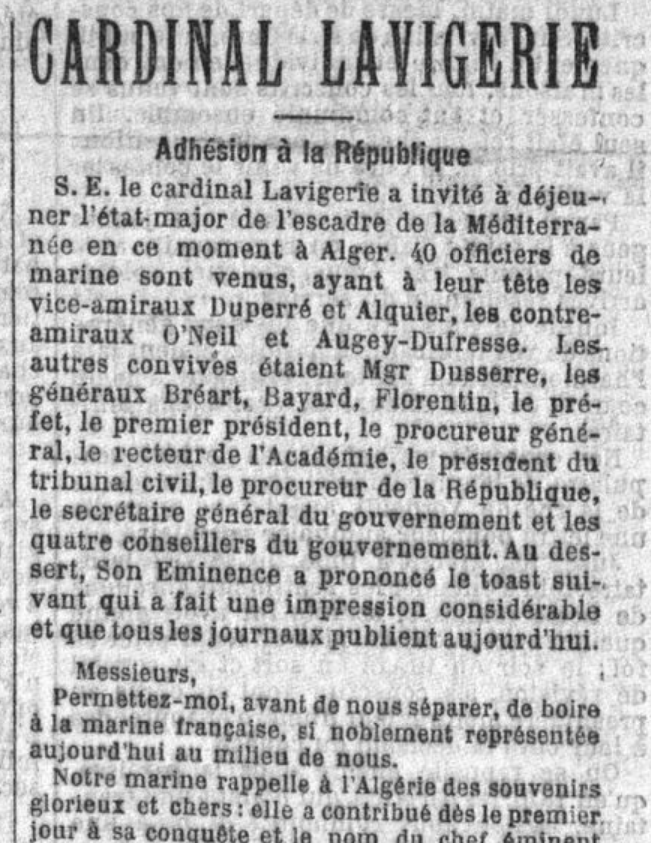
Início de artigo do La Croix de 14 de novembro de 1890, que comenta e relata o discurso do brinde de Argel.

Em 12 de novembro de 1890, o Cardeal Lavigerie, Arcebispo de Argel, recebeu à sua mesa na sua residência arcebispada de Saint-Eugène (comuna da província de Argel) os oficiais superiores da esquadra francesa do Mediterrâneo. Durante esta receção, o cardeal levanta a taça (daí o nome “Brinde de Argel" dado a estas observações) diante do vice-almirante Victor Duperré, comandante da frota, e fez um discurso durante o qual declarou em voz alta em particular:
Quando a vontade de um povo se afirma claramente, quando a forma de um governo não é contrária, como proclamava recentemente Leão XIII, aos princípios que podem fazer viver as nações cristãs e civilizadas, quando é necessário, para arrancar o seu país dos abismos que o ameaçam, a adesão sem reservas a essa forma de governo, é chegado o momento de sacrificar tudo o que a consciência e a honra permitem, ordenar a todos que se sacrifiquem por amor da pátria. […] Isto é o que ensino aos que me rodeiam, é isso que espero ver imitado em França por todo o nosso clero e, ao falar assim, estou certo de que nenhuma voz autorizada me desmentirá.
A declaração em Argel do Cardeal Lavigerie é uma preparação para a encíclica Au milieu des sollicitudes do Papa Leão XIII. Na verdade, o papa encarregou o cardeal de iniciar o casamento de conveniência entre a Igreja Católica e os republicanos moderados, antes de formalizar ele próprio esta política do chamado "Ralliement" na sua encíclica.
Antes dessa declaração, que foi solicitada pelo Cardeal Rampolla, Cardeal Secretário de Estado, foi a um prelado da metrópole na pessoa de Dom Charles-Philippe Place, Arcebispo de Rennes, Dol e Saint-Malo, que o Secretário de Estado do papa dirigiu-se inicialmente. Entretanto, Place expressou a sua recusa, diante do cardeal muito autoritário, de assumir a responsabilidade pela divulgação da política de aproximação dos católicos com a Terceira República. Place não deixou de destacar, de forma vantajosa, a personalidade do cardeal Lavigerie, arcebispo de Argel e Cartago, primaz da África, e justificou essa escolha desejando que o anúncio fosse feito por um prelado mais jovem do que ele, cujo carisma natural, acostumado com posicionamentos bem definidos, impusesse a todos essa mudança política. Por outro lado, nas suas trocas com o cardeal Rampolla, Place expôs a vantagem de fazer o anúncio do Ralliement fora da metrópole, longe dos apoios monarquistas e, sobretudo, longe da nobreza da sua diocese, que o cardeal Place sabia ser pouco inclinada a apoiar a República e que não deixou de ver no Brinde de Argel a recusa do Papa em apoiar o retorno da monarquia à França.

## EncíclicaAu milieu des sollicitudes
O Papa Leão XIII quis, na sua encíclica Au milieu des sollicitudes publicada em 16 de fevereiro de 1892, pôr fim ao conflito entre a Igreja Católica e os líderes seculares da Terceira República, que dividiu a França e impediu os católicos de participarem na vida política do seu país. É também uma questão eclesiológica importante para o Papa: afirmar a monarquia papal e o seu poder espiritual através da instrumentalização do discurso oficial das autoridades eclesiásticas que encoraja a mobilização dos católicos franceses à Terceira República, e assim responder a uma lógica de conciliação entre o nacionalismo e o ultramontanismo depois que a Santa Sé perdeu os Estados Papais e o seu poder temporal em 1870. Em 20 de fevereiro de 1892, a encíclica foi publicada em jornais franceses.
Na encíclica, Leão XIII afirma claramente que os católicos franceses devem aceitar as atuais formas de governo, em nome da paz e do bem comum; no entanto, os católicos não devem aceitar toda a legislação. Nesta encíclica, como em todas as de Leão XIII, este último defende a opinião, segundo Philippe Portier, de que "o Estado é, pela vontade do próprio Deus, distinto da Igreja; no entanto, não pode ser legalmente separado dela. Cabe-lhe, para o bem-estar temporal dos seus súbditos, como para o seu futuro espiritual, reconhecer a religião romana como religião oficial, e ordenar as suas prescrições legais à verdade da qual é veículo. A partir desta chamada tese do “Estado Católico” (que conduz na prática a uma política de exclusão, ou na melhor das hipóteses a uma simples tolerância, em relação às opiniões não católicas) faz um julgamento que se pode adivinhar: ao querer secularizar as leis e a moral, ao querer fixar a religião apenas na esfera privada dos indivíduos, o governo francês comete uma falha que "clama vingança aos céus", especialmente porque, ao contrário dos seus homólogos belgas ou americanos, também envolvidos em políticas laicistas, ele administra os seus negócios de uma maneira fundamentalmente irreligiosa." Esta posição de Leão XIII será defendida pelos papas até ao Concílio Vaticano II.
Numa carta subsequente enviada aos cardeais franceses em 1892, Leão XIII afirmou, a respeito da sua encíclica:
E como o mal que apontamos, longe de se limitar aos católicos, afecta todos os homens de bom senso e de justiça, é também a eles que dirigimos a nossa Encíclica, para que todos se apressem a deter a França na encosta que a conduz para os abismos. Contudo, estes esforços tornar-se-iam radicalmente estéreis se faltasse às forças conservadoras unidade e harmonia na prossecução do objectivo final, ou seja, a preservação da religião, pois é aí que reside todo o homem honesto, todo o amigo sincero da sociedade. A nossa Encíclica demonstrou-o amplamente.

[…]

Portanto, quando numa sociedade existe um poder constituído e posto em funcionamento, o interesse comum está ligado a esse poder, e devemos, por isso, aceitá-lo tal como é. É por estas razões e neste sentido que dissemos aos católicos franceses: Aceitai a República, isto é, o poder constituído e existente entre vós; respeitai-a; sede-lhe submissos como representante do poder que vem de Deus.